# Kopernikusschule
Nach dem Astronom, Physiker und Mathematiker Nikolaus Kopernikus (1473–1543) wurden unter anderem folgende Schulen benannt.
- Kopernikus-Gymnasium Bargteheide
- Kopernikus-Gymnasium Blankenfelde
- Copernicus-Gymnasium Philippsburg
- Copernicus-Gymnasium Löningen
- Nikolaus-Kopernikus-Lyzeum (Danzig)
- Kopernikusschule Freigericht
- Coppernicus-Gymnasium
- Kopernikus-Gymnasium Rheine
- Kopernikus-Gymnasium Walsum
- Kopernikus-Gymnasium Wasseralfingen
- Nikolaus-Kopernikus-Gymnasium
- Kopernikus-Gymnasium Wissen